# Emil Müller (Politiker, März 1893)
Emil Müller (* 10. März 1893 in Gelterkinden; † 7. Februar 1974 in Liestal, reformiert, heimatberechtigt in Langenbruck) war ein Schweizer Politiker (SP) und Architekt.

## Leben
Emil Müller kam am 10. März 1893 in Gelterkindern als Sohn des Lehrers und Bibliothekars Emil Müller senior und der Anna geborene Schäublin zur Welt. Müller, der zunächst die Bezirksschule in Böckten besuchte, absolvierte im Anschluss eine Bauzeichnerlehre in Liestal bei der Firma Brodbeck, ehe er ein Architekturstudium am Technikum in Burgdorf aufnahm, das er 1918 mit dem Erwerb des Architektendiploms abschloss.
In der Folge war er als Architekt bei Baufirmen in Liestal beschäftigt, bis er in den frühen 1940er Jahren in Gelterkinden ein eigenes Büro eröffnete. Dazu war er als Schätzungsbeamter der Gebäudeversicherung Baselland eingesetzt. Überdies leistete er in beiden Weltkriegen in der Position eines Artilleriehauptmanns Aktivdienst.
Emil Müller heiratete im Jahr 1947 die aus Palazzuolo sul Senio gebürtige Antonia geborene Naldoni. Er verstarb am 7. Februar 1974 einen Monat vor Vollendung seines 81. Lebensjahres in Liestal.

## Politische Karriere
Emil Müller, Mitglied des Kantonalvorstandes der SP von Baselland, gehörte auf kommunaler Ebene in Gelterkinden zuerst der Gemeindekommission, anschliessend als dessen Vizepräsident dem Gemeinderat an. Zudem fungierte er als Präsident der Realschulpflege. Auf kantonaler Ebene vertrat er seine Partei von 1943 bis 1963 im Landrat, davon zwischen 1946 und 1947 sowie 1953 und 1954 als Präsident. Darüber hinaus nahm er auf Bundesebene für den Kanton von 1955 bis 1967 Einsitz in den Ständerat. Ferner wurde er 1960 zum ersten Präsidenten des Verfassungsrats beider Basel gewählt, in dem er bis 1969 vertreten war. Emil Müller zählte zu den Befürwortern der Wiedervereinigung der beiden Basler Halbkantone.